# N. A. Båth (räddningskryssare)
N.A. Båth är ett svenskt tidigare räddningsfartyg.
N.A. Båth byggdes i helsvetsat stål på Djurgårdsvarvet i Stockholm 1959. Hon finansierades av Ester Båth (1897–1950), som var dotter till järnhandlaren Nils Andersson Båth (1856–1929) i Karlskrona, och Svenska Sällskapet för Räddning af Skeppsbrutne (Sjöräddningssällskapet). Sjöräddningskryssaren byggdes för de långgrunda vattnen runt Sandhammaren och stationerades vid sjöräddningsstationen i Kåseberga, och har även tjänstgjort i Ystad, Trelleborg och de senaste åren fram till 2007 i Hörvik. Hon har räddat 71 sjömän i allvarlig nöd.
N.A. Båth togs ur tjänst 2007, främst på grund av den låga maximala hastigheten och låg som museibåt vid kaj vid Sjöräddningsmuseet i Kåseberga fram till januari 2012, då hon flyttades till Nogersund för försäljning. Fartyget har senare omdöpts till Selma af Djurgården.
Från september 2019 är Groningen i Nederländerna ny hemmahamn. Där ska den byggas om till husbåt.
Statens maritima museer kulturmärkte fartyget 2009.

## Galleri

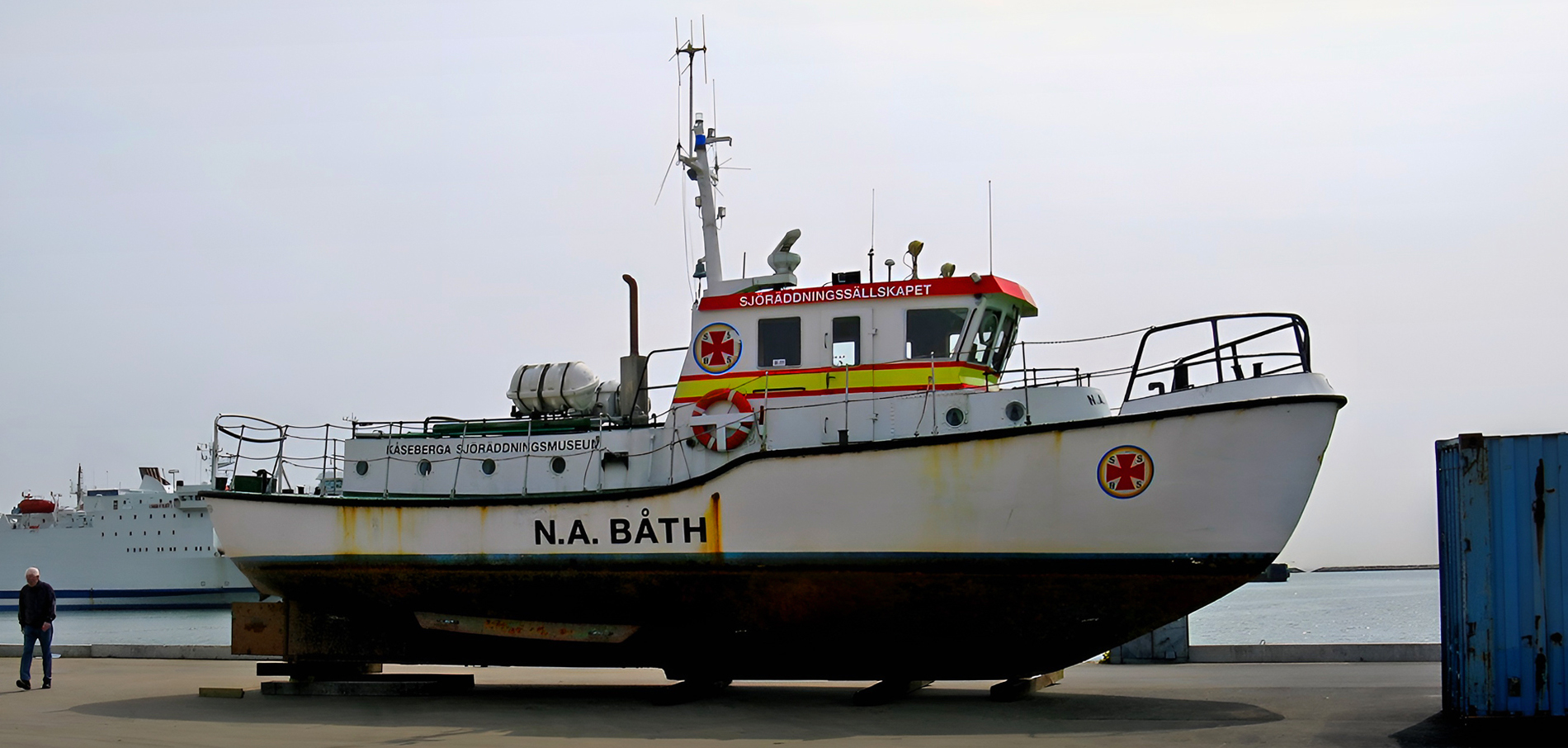
N.A. Båth på kajen i Ystads hamn 2011.
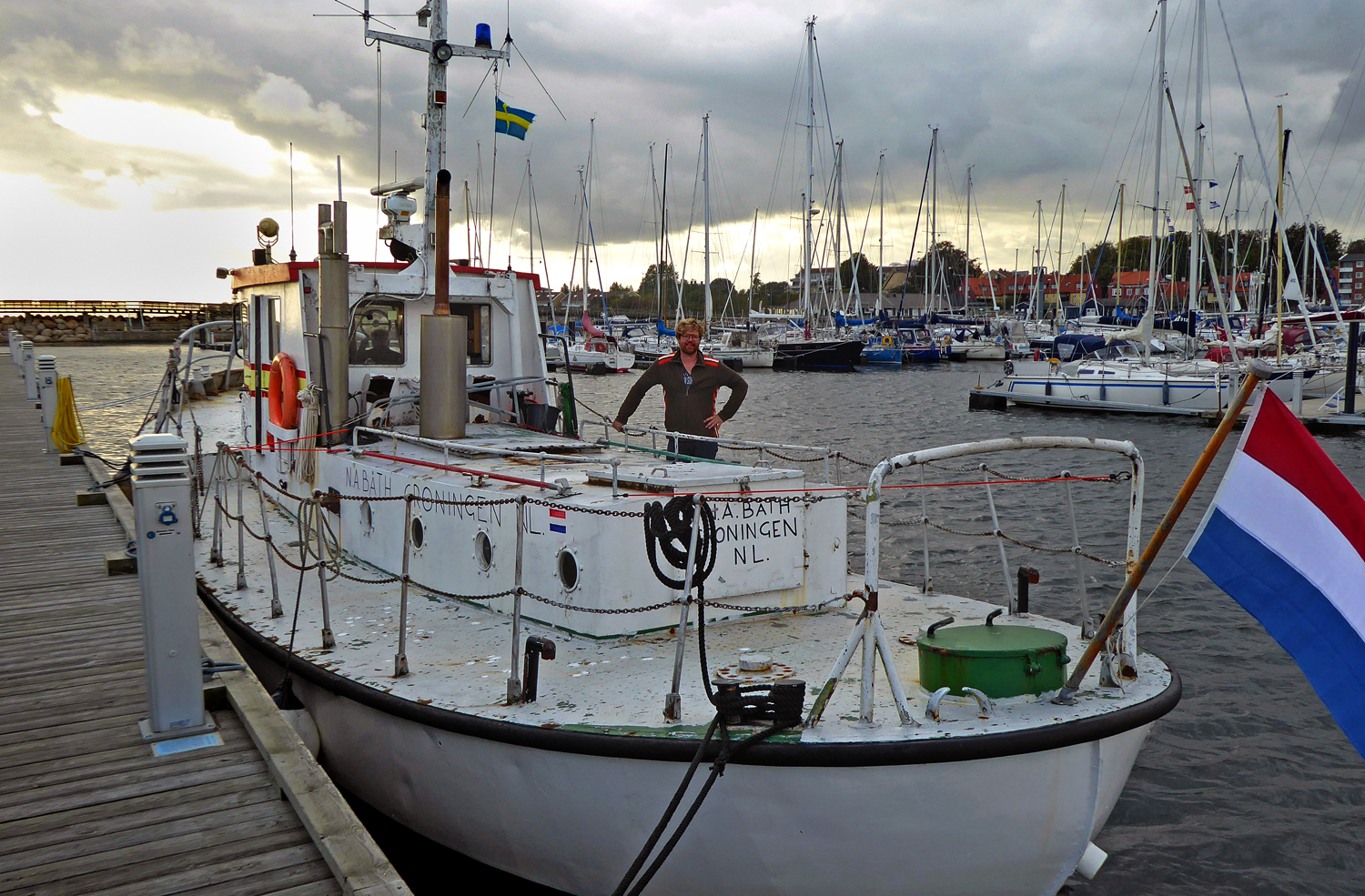
N. A. Båth i Ystads småbåtshamn 12 sep 2019 för avfärd till Groningen Nederländerna.